# Eidophusikon

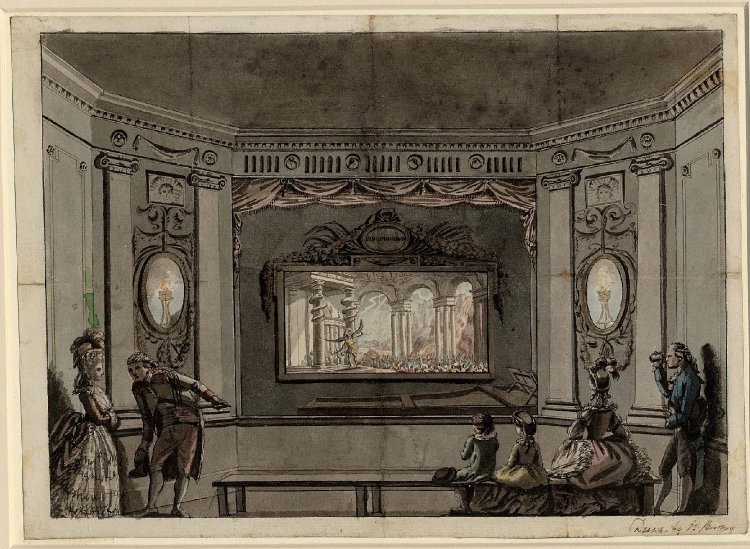
Eidophusikon

Eidophusikon (gr. Ειδωφυσικον „obraz natury” z εἶδος „wygląd, postać, kształt” i φυσική „przyroda”) – widowisko zrealizowane przy użyciu rodzaju miniaturowego teatru, wynalezionego i skonstruowanego przez angielskiego malarza i scenografa Philipa Jamesa de Loutherbourga. 
Edophusikon powstał w 1781 w Londynie. Scena miała wymiary poprzeczne ok. 2 × 1 m i 3 m głębokości, a pomieszczenie, w którym się znajdowała, mieściło naraz nawet stu widzów. Za pomocą systemu dźwigni i przekładni poruszających półprzeźroczyste płótna oraz zmieniającego się oświetlenia uzyskiwano efekt ruchu i plastyczności. Wykorzystywano barwione szkło, dym i lustra. Przedstawieniu towarzyszył akompaniament na klawesynie. Prezentowano widoki Londynu i innych miast, sceny morskie i katastroficzne. 
Widowisko cieszyło się znaczną popularnością przez kilka sezonów, jednak nie przyniosło spodziewanych dochodów. Ostatecznie maszyneria została odsprzedana i prezentowano ją na prowincji. Wśród osób pozytywnie oceniających nowy wynalazek byli Joshua Reynolds i Thomas Gainsborough. Obecnie Philip James de Loutherbourg uważany jest za prekursora kinematografii. 
W 2004 edophusikon zrekonstruowano w Altonaer Museum w Hamburgu. Kolejne repliki powstały później dla Yale Center for British Art i Nouveau Musée Nationale de Monaco.